# Ramón Fonst

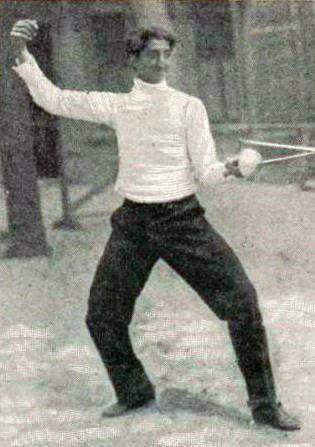
Ramón Fonst

Ramón Fonst Segundo (* 31. August 1883 in Havanna; † 10. September 1959 ebenda) war ein kubanischer Fechter. Fonst war der erste olympische Medaillengewinner aus Lateinamerika.
Das Fechten erlernte er bei seinem Vater Filiberto Fonst. Bei den Olympischen Spielen 1900 in Paris und bei den Spielen 1904 in St. Louis gewann Fonst insgesamt vier Goldmedaillen und eine Silbermedaille. Nachdem er bei einem internationalen Turnier aus Anlass der Panama-Pacific International Exposition 1915 im kalifornischen San Francisco die drei Wettbewerbe in Säbel, Florett und Degen gewonnen hatte, gestand ihm der kubanische Fechtverband einen Sonderstatus zu, mit dem er von da an von der Pflicht entbunden war, sich in Ausscheidungskämpfen für die Nationalmannschaft zu qualifizieren. Noch mit 41 Jahren nahm er an den Olympischen Spielen 1924 in Paris teil, wo er ein Viertelfinale erreichte. Seinen letzten Wettkampf bestritt er 1938 als 55-Jähriger, als er bei den IV. Zentralamerika- und Karibikspielen in Panama als Titelverteidiger seine sechste Goldmedaille gewann.
Nach seiner Karriere als aktiver Sportler wurde Fonst Präsident des Nationalen Olympischen Komitees für Kuba.